# Christoffel Beudeker
Christoffel Beudeker (Amsterdam, rond 1 mei 1676 - 1756?) was een Amsterdams koopman, letterkundige, kunstverzamelaar en mecenas, bekend van de Beudeker-collectie.

## Levensloop
Beudeker begon zijn carrière als suikerbakker, maar raakte als snel in goeden doen.
Beudeker bezat een buitenplaats genaamd de Lustplaats Soelen, die aan de Haarlemmertrekvaart lag, die hij overigens weer verkocht, waarschijnlijk omdat een van zijn zoontjes daar verdronken is.
Hij gaf zich over aan uitgebreid verzamelen, tot zijn collectie behoorden onder meer prenten, schelpen en mineralen, daarnaast had hij ook een veelgeroemde penningcollectie, en een verzameling kaarten en atlassen. Zijn 'Atlas' bestond uit 27 delen van 100 tot 150 bladen en was gewijd aan de noordelijke en zuidelijke Nederlanden; van de in 1788 en 1855 geveilde collectie kwamen 24 van de 27 delen terecht in de British Library.
De Beudekerbrug over de Leidsegracht is naar hem vernoemd.